# Nils Trædal

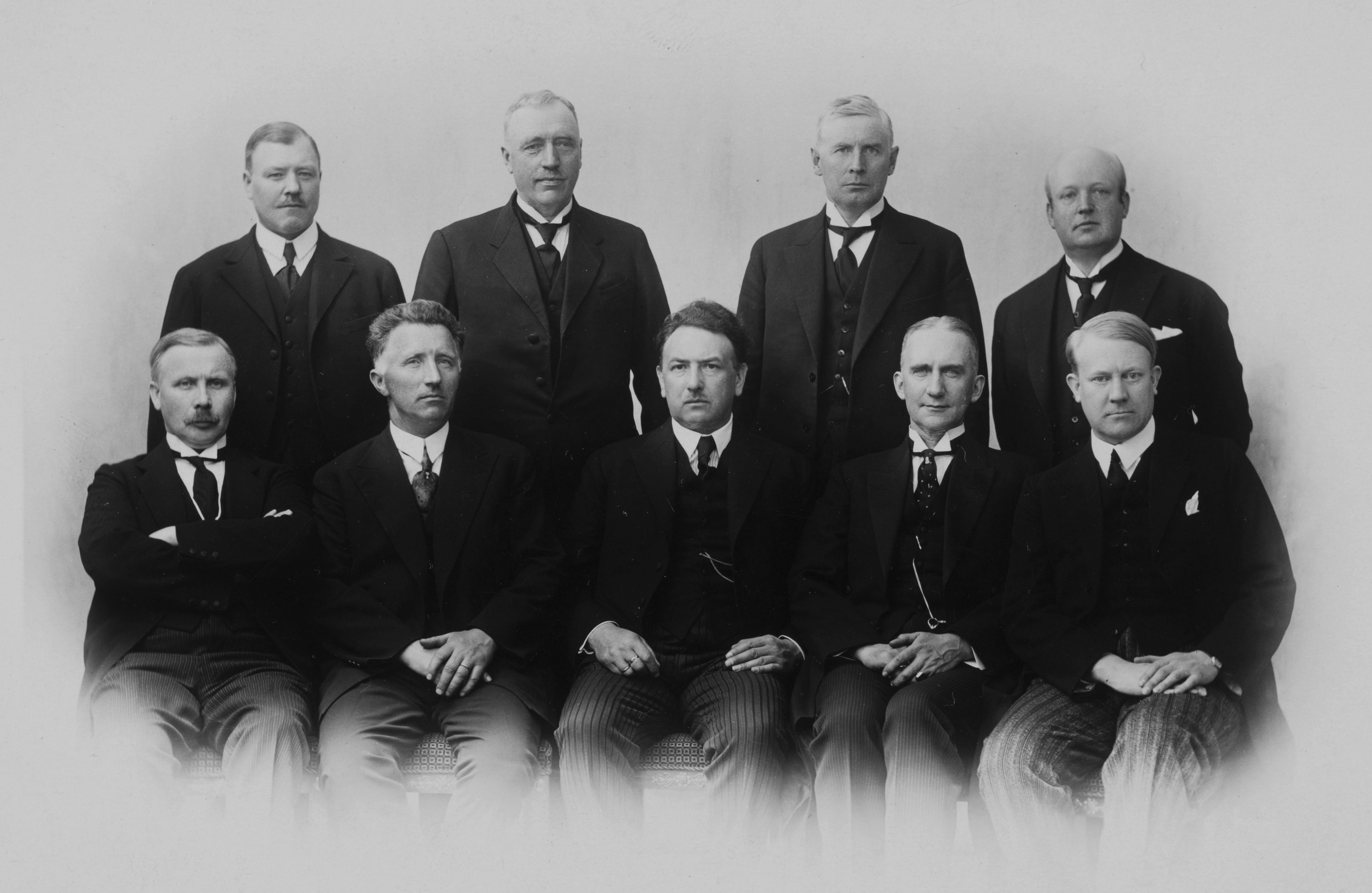
Skład gabinetu Pedera Kolstada (Trædal drugi z lewej w dolnym rzędzie)

Nils Trædal (ur. 29 października 1879 w Sunndal, zm. 12 października 1948 w Oslo) – norweski duchowny i polityk, minister oraz pełniący obowiązki premiera.  

## Życiorys

### Edukacja
Urodził się na farmie w Sunndal jako syn rolnika Ole Nilsena Trædala (1853–1925) i Synnøve Haaven (1853–1917). Po ukończeniu gimnazjum w Volda w 1900 roku i uzyskaniu dyplomu artystycznego w szkole Ragny Nielsen w Kristianii w 1902 roku, rozpoczął studia przyrodnicze na uniwersytecie w Oslo. W 1904 roku rozpoczął studia teologiczne, które ukończył w 1910 roku. Po święceniach kapłańskich w Kościele norweskim Trædal był przez krótko kapelanem diecezji Nidaros. W 1911 roku został mianowany proboszczem w Kolvereid, a w 1918 roku kapłanem w Ytre Namdal. 

### Działalność polityczna
Działalność polityczna Trædala rozpoczęła się podczas pełnienia funkcji kapłana w Kolvereid, gdzie był także burmistrzem od 1914 do 1919 roku. W 1920 roku wstąpił do Partii Chłopskiej. W maju 1931 roku Trædal dołączył do polityki krajowej, powołany jako szef Ministerstwa Kościoła i Edukacji w rządzie Pedera Kolstada. Kiedy Kolstad zachorował w lutym 1932 roku, Minister spraw zagranicznych Birger Braadland, jako drugi po Kolstadzie, przejął tymczasowo jego obowiązki. Gdy Braadland wyjechał w celach osobistych do Genewy, Trædal jako minister następnego stopnia pełnił funkcję premiera i ministra spraw zagranicznych od 29 lutego do 10 marca. 14 marca Braadland złożył swój urząd, gdyż partia chłopska pod zarządem Jensa Hundseida utworzyła kolejny rząd. Trædal był w nim nadal ministrem ds. Kościoła i edukacji.
W 1932 roku Trædal został mianowany proboszczem w Støren, ale już pół roku po rezygnacji rządu Hundseida wiosną 1933 roku został ponownie wybrany do Stortingu. W 1934 roku został wiceprzewodniczącym norweskiego Bondelaget (wydawnictwa agralnego), w 1935 roku wiceprzewodniczącym Partii Chłopskiej, a w 1938 roku jej pełnoprawnym przewodniczącym, którym był aż do swojej śmierci. 

### II wojna światowa
Jesienią 1940 roku znacznie przyczynił się do tego, że Bondelaget nie stał się częścią partii Nasjonal Samling, którą kierował kolega byłego premiera Vidkun Quisling. Trædal uczestniczył jako przedstawiciel Partii Chłopskiej w negocjacjach z niemieckimi siłami okupacyjnymi latem 1940 roku. Jako kapłan Trædal często atakował Zarząd NS w swoich kazaniach. Należał do regionalnej opozycji i był mocno zaangażowany w plany dotyczące przejściowego reżimu wojskowego pod niemiecką kapitulacją oraz w próbie utworzenia rządu z sędzią Sądu Najwyższego Paalem Bergiem jako premierem. Już latem 1945 roku jako pierwszy w Stortingu opowiadał się za pojednaniem z rządem okupacyjnym i przeciwko przywróceniu kary śmierci - pomimo faktu, że jego syn Olav zmarł w niemieckim obozie jenieckim na wiosnę 1945 roku. Opierał się wszelkim próbom uczynienia kwestii teologicznych i religii częścią debaty politycznej.

### Śmierć
Trædal zmarł z powodu obrażeń głowy, których doznał, gdy wypadł z okna swojego trzypiętrowego domu w Oslo jesienią 1948 roku. Krążyły pogłoski, że mogło to być morderstwo polityczne przypominające śmierć ministra spraw zagranicznych Jana Masaryka w Czechosłowacji w marcu tego samego roku. Plotkom towarzyszył fakt śmierci polityka dzień przed opublikowaniem tzw. „Białej Księgi”, czyli zbioru dokumentów i korespondencji między rządem a opozycją podczas okupacji niemieckiej. Jednak według historyka Johana Jakobsena jego śmierć była wypadkiem. Został pochowany przy kościele w Støren. Ku jego pamięci zbudowano posąg w kościele w Sunndal i popiersie w kościele w Kolvereid. 